# Fuvola hangszercsalád
A fuvola hangszercsalád a nyugat-európai műzenéből elterjedt fuvola kisebb-nagyobb méretű és hangmagasságú változatainak összefoglaló neve. A jelenleg használatos fuvolafélék száma meghaladja a tucatot. Ezek csupán méretben térnek el egymástól, az oldalsó befúvás, a fuvola-fejrész, a Böhm-applikatúra és a fém (gyakran ezüst illetve arany) ötvözetből készült test mindegyikre egyformán jellemző.

## A reneszánsz fuvola hangszercsaládja (amit itt leírtak, az a furulyára vonatkozik! Flauto dolce, recorder = furulya; flauto traverso = harántfuvola). A harántfuvolának nincs családja, csak a furulyának.

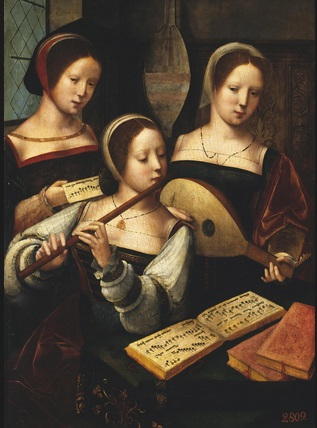
Reneszánsz alttenor-fuvola ábrázolása a Női Félalakok Mesterétől (XVI. század első harmada)

A fuvola hangszercsaládja a reneszánsz idején három tagból állt: a szoprán- más szóval diszkant, az alttenor és a basszus változatból. A XVI. század többi hangszeréhez képest egyik sem tartozott a népszerűek közé, bár ábrázolásokon rendszeresen feltűnnek, mint világi kamaraegyüttesek, egyházi műveket megszólaltató együttesek, illetve katonazenekarok tagjai. Tudomásunk szerint csak a negyedik reneszánsz hangszeregyüttes, a szabadtéri táncmulatságok és toronyzene együtteseinek sorából hiányzott.
Mindhárom fuvola ambitusa kisebb volt a jelenlegi hangszerekénél, valamivel több, mint két oktávot tett ki. A diszkantfuvola a-hangolású volt (hangterjedelme a1-f3), az alttenor d-hangolású (d1-h2), a reneszánsz basszusfuvola pedig g-hangolással (g-e2) készült. Egy fadarabból faragták őket, csak a reneszánsz basszusfuvola készülhetett két darabból, fejből és a hat hanglyukkal ellátott testből.
A fuvolák ezen korai hangszercsaládjában két archaikus szabály is megtalálható, egyrészt a XV. század végén eltűnő háromszólamúság (a négyszólamú gondolkodással szemben), másrészt a kvintekre hangoló alapelv, ami később, a modern fuvola családjának kiépítésekor eltűnik, helyet adva az oktáv-féloktáv, azaz kvart-kvint rendszernek.
A reneszánsz fuvolák közül a legnépszerűbb az alttenor változat volt, s ez élt tovább a korszak után is. Használata folytonos mind a mai napig, bár hangfekvése idővel egy nagyszekunddal mélyebb lett, s így jött létre a ma is ismert, normál c-fuvola.

## A modern fuvola hangszercsaládja
A jelenleg használatos hangszercsalád a 18. század második felétől alakult ki, fokozatosan, s összesen 13 tagból áll. A kialakulás nem volt folyamatos. A reneszánsz kort túlélt alttenor fuvola mellett fokozatosan jelentek meg a kisebb-nagyobb fuvolaváltozatok. A hangszercsalád felépítésében szabályosnak mondható, s különösen az elmúlt évtizedekben megjelent mély hangszerek esetében logikus rendet követ, ahogyan a hangszerek egymás után következnek.
A normál fuvola c-re hangolt, nem transzponáló hangszer, családjában a fél-oktávnyi távolságra lévő hangszerek g-re hangoltak. Ez alól a C/G hangolási rend alól kivételt képeznek a fúvószenekari praktikum hatására megjelenő B- és Esz- hangolású pikolók és fuvolák, az ezeken kívüli ritka fúvószenekari változatok, valamint a szintén ritka fuvola'damore.
Muzsikálás közben a fuvolákat a pikolótól basszusfuvoláig készült méretekben kézben tartják, a kontraaltfuvolát és az ettől mélyebb fuvolaváltozatokat letámasztják a földre.

### Pikoló

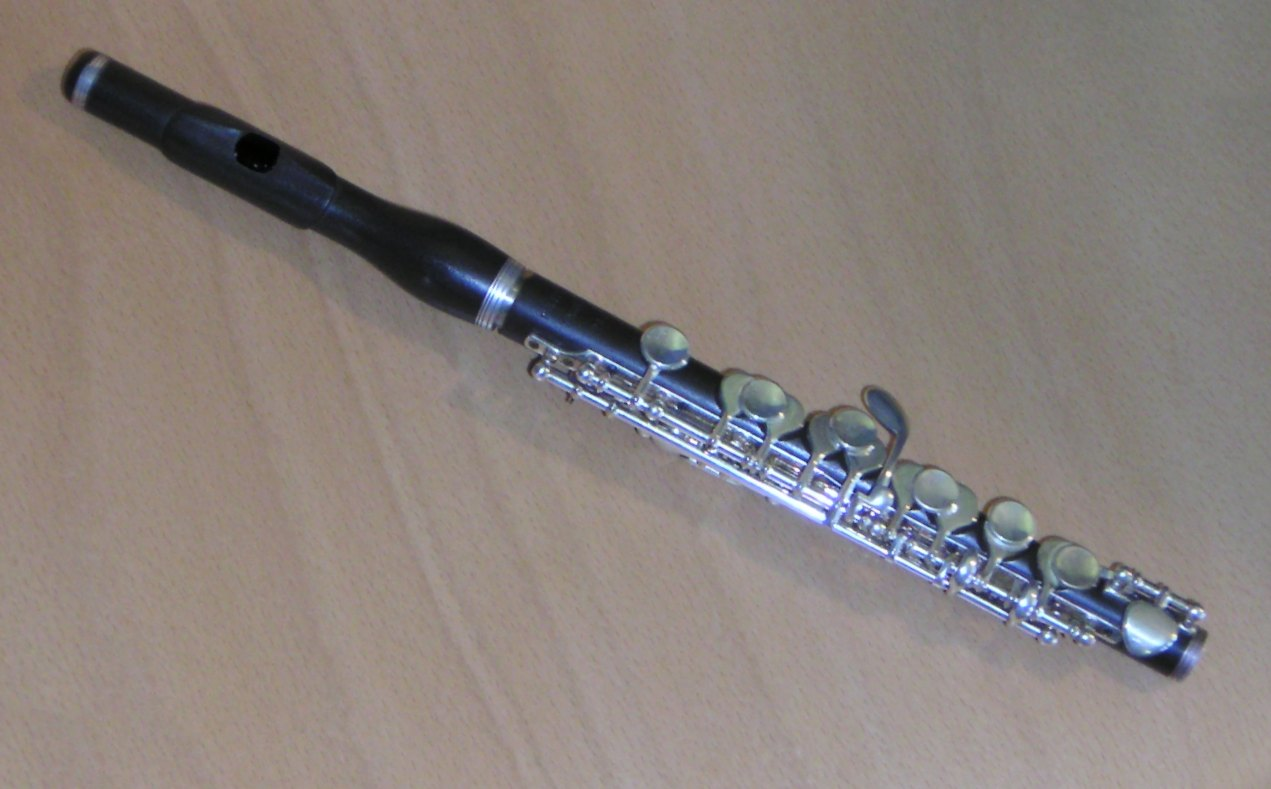
Pikoló

Neve ma: piccolo, vagy pikoló, szabályosan sopranino-fuvolának is nevezhetnénk. A barokk korban egyszerűbb, a fuvola felső oktávjának magasságában szóló változatát harántsípnak mondták. A gáláns stílus korában neve: piffero. Ma a pikoló nem ritka, a zenekarokban gyakran alkalmazzák. Apró hangszer, olykor találkozhatunk nem fémből készült példányaival is (ezek anyaga leggyakrabban ébenfa, de a billentyűk ebben az esetben is fémből vannak). Hangolása egy oktávval magasabb a normál fuvolánál, de hangterjedelme valamivel kisebb annál, nem teljes három oktáv: c2-b4. Készülnek változatai c-billentyű nélkül, ezeken a legmélyebb hang a d2 illetve a desz2. A pikoló születése 1735-re datálható, ez évben Michel Corrette arról tudósít, hogy Párizsban a szokásosnál egy oktávval magasabban megszólaló fuvolákat is készítenek. A 18. század derekán bukkan fel a zeneirodalomban, első alkalmazásai: Michael Haydn: 19. C-dúr szimfónia, és Gluck: A mekkai zarándok (1764). További híres korai szereplése Beethoven 5. szimfóniájának zárótételében található. Ettől kezdve a pikoló gyors népszerűséget szerzett magának, mert a zeneszerzők felismerték igen éles és magas hangjának  előnyeit: alkalmas a fuvola szólam oktávval magasabb hangsúlyozására, a különösen hangos zenekari részeknél az átütő hatást erősíti. Harsánysága miatt egy zenekaron belül csak ritkán alkalmaznak többet belőle. Ezen ritka példák közül való Weber: A bűvös vadász első felvonásában a bordal pikolóduettje (1821). A pikolón a fuvolához képest jó néhány évtizeddel később, csak a 20. századtól terjedt el a Böhm-rendszerű billentyűzet.

### B-pikoló
A normál pikoló fúvószenekari párja, annak hangterjedelmétől egy nagyszekunddal mélyebben szólal meg.
A fúvószenekarokra komponált művek jellemzően 2 ill. 3 bé előjegyzésben vannak, mert a fúvósok közt sok az ilyen előjegyzésre transzponáló hangszer (trombita, harsona, tuba, klarinét, szaxofon). A b-pikolót erre a gyakorlatra válaszul alkották meg az esz-fuvolával együtt, hogy a fúvószenekari darabok kevesebb előjegyzéssel, vagy előjegyzés nélkül, tehát mindenképp egyszerűbben lejátszhatók legyenek rajta.

### Szopránfuvola
Más néven G-fuvolának mondják, a barokkban kvartfuvolának hívták, hiszen a normál fuvolának akkor még d-hangolása volt, s a szopránfuvola ehhez képest kvarttal volt magasabb. A mai, hagyományos fuvolához képest fekvése egy kvinttel magasabb, hangterjedelme három oktáv (asz1-asz4). Ritka hangszer, jobbára fuvolaegyüttesekben találjuk meg. Elődje a-hangolással és diszkantfuvola névvel tagja volt a reneszánsz fuvolacsaládnak, majd jelentőségét fokozatosan elveszítette, s hangolása egy nagyszekunddal süllyedt a jelenlegi g-hangolásra. Példa barokk kori alkalmazására Telemann: Don Quichott der Löwen-Ritter c. serenatája 1761-ből.

### Esz-fuvola
Hívják még szopránfuvolának, vagy esz-szopránfuvolának egyaránt. A normál fuvola fúvószenekari párja, annak hangterjedelmétől egy kisterccel magasabban szólal meg.
A fúvószenekarokra komponált művek jellemzően 2 ill. 3 bé előjegyzésben vannak, mert a fúvósok közt sok az ilyen előjegyzésre transzponáló hangszer (trombita, harsona, tuba, klarinét, szaxofon). Az esz-fuvolát erre a gyakorlatra válaszul alkották meg a b-pikolóval együtt, hogy a fúvószenekari darabok kevesebb előjegyzéssel, vagy előjegyzés nélkül, tehát mindenképp egyszerűbben lejátszhatók legyenek rajta.

### Fuvola

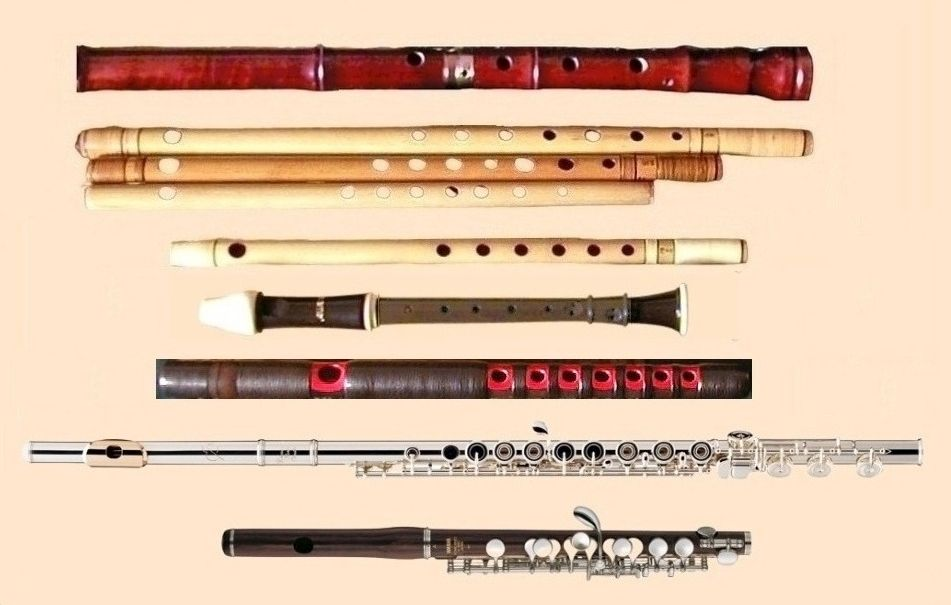
Fentről lefelé: öt népi fuvola Japánból, szopránfurulya, fuvola, pikoló

A fuvola a széltében leggyakrabban alkalmazott, legismertebb tagja a családnak. Mondják harántfuvolának is. Minthogy egy oktávval magasabban szólal meg a basszusfuvolánál, s egy kvinttel mélyebben a szopránfuvolánál, elvileg altfuvolának lenne logikus hívni, de az altfuvola elnevezést mégsem erre a hangszerre használjuk. Hangterjedelme c1-c4, szólamát transzponálatlanul jegyzik le. A mélyebb regiszterben vibrátókban gazdag, éneklő, a felső oktávjában átható, csengő hangszínű fuvola a szimfonikus zenekar szoprán szólamának egyik legfontosabb képviselője. A reneszánsz fuvolák közül a XVII. század közepére leginkább ez, az alttenor változat maradt talpon. Eredetileg d-hangolású hangszer volt, s csak a 18. században tértek át fokozatosan a mélyebb c-hangolásra. A jelenleg is használatos Böhm-fuvola a 19. század derekán alakult ki, a legfelső oktáv ekkortól vált teljes értékűvé a fuvola hangterjedelem-kihasználtsága szempontjából. A fuvola sokoldalú, virtuóz szólóhangszer, ambitusa nagy, és a játékos igen fürge ritmusképletek megszólaltatására is képes.  A fuvola több évszázada visz pótolhatatlan szerepet kamaraegyüttesekben, nagyzenekarokban, sőt a népzenében is. Irodalma szólóhelyzetben is hatalmas, hangszeregyüttesek tagjaként pedig szinte fölmérhetetlen.

### Flauto d'amore
Rövid életű hangszerváltozat volt a késő barokk és a bécsi klasszika korában. A normál hangszerhez képest kis terccel mélyített változat d'amore jelzővel való ellátása az oboa és a klarinét esetében is megtörtént. A fuvola d'amore hangterjedelme g-a3 (eleinte a-h3). Előfordultak asz- és b-hangolású hangszerek is. Hangja erősebb, teltebb a normál fuvolánál . Eredeti formájában, mint a többi XVIII. századi fuvolán, ezen sem találunk még billentyűzetet, és a befúvás is közvetlenül a hangszer testébe fúrt lyukra történik. Ma már ebből is gyártanak Böhm-applikatúrával ellátott változatot, amit első pillantásra nehéz a hagyományos fuvolától megkülönböztetni; hossza kb. 810 mm. Ritka hangszer. Alkalmazása elsősorban a 18. század zenéjére jellemző (pl.: Georg Philipp Telemann: A-dúr fuvola d'amoreverseny), de előírja Giuseppe Verdi: Aida című operájának utolsó jelenetében a Danza Sacra (Szent Tánc) hangszerelésében is.

### Altfuvola

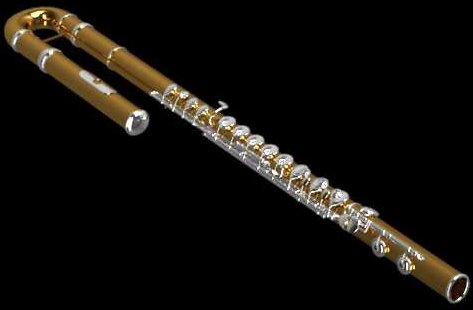
Altfuvola

Egyre szélesebb ismertségnek örvendő változata a normál zenekari fuvolának. Minthogy a basszusfuvolánál tiszta kvinttel magasabban, s a szopránfuvolánál egy kvinttel mélyebben szól, logikusan a tenorfuvola elnevezés illene rá. Ugyanezen hangolással a reneszánszban basszusfuvola néven használtak egy fuvolaváltozatot. A basszusfuvola elnevezés bizonyos angol nyelvű szakirodalmi hivatkozásokban ma is megtalálható. Ez a fuvolaféle a legmélyebb egyenes fuvolaváltozat, bár olykor készítenek már visszahajlított fejrészű hangszereket is, hogy a súlypont a játékoshoz közelebb kerüljön, és a hangszer megtartása könnyebb legyen. Az altfuvola hangterjedelme g-g3, ami pontosan a hegedű hangterjedelmével egyenlő. Megjelenéséről keveset tudunk. A XIX. század első harmadában már biztosan ismert volt, de az első szimfonikus zenekari alkalmazása csak 1912-ben történt meg, Ravel részéről, aki a Daphnis és Chloé-ban írta elő. Szerepel még Stravinsky: Sacre du Printemps (Tavaszi Áldozat) (1913), Hans Pfitzner: Palestrina (1917) és Gustav Holst: Planets (1917) darabjában. Lágy tónusa miatt egyre gyakrabban alkalmazzák dzsessz-zenekarokban, valamint filmzenékben (például A Gyűrűk Ura c. filmtrilógiában).

### Basszusfuvola
A basszusfuvola pontosan a fuvola duplája hosszúságban (146 cm), s ezért hangmagassága pont egy oktávval az alatt helyezkedik el c-c3. Szólamának lejegyzése megegyezik a normál fuvoláéval, de megszülető hangok egy oktávval mélyebbek amazénál. A basszusfuvola hangterjedelme pontosan a brácsa hangterjedelmével egyenlő. A basszusfuvolát mindig egyszer hajlított alakban készítik, ami szabályos J-formájával könnyen felismerhető. A basszusfuvola puha hangját  más, hasonló hangfekvésű fafúvósok könnyűszerrel elnyomják, ezért használata korlátozott. Észrevétlenül jelent meg a 19. század végén a hangszerek között, első használata Friedrich Klose: Das Leben ein Traum (1896). Ma már gyakran alkalmazzák modern komolyzenei és filmzenei szerepekben. Fontos megemlíteni jellegzetesen megcsavart fejrészű változatát, az albisifonót, amit 1910-ben konstruált Abelardo Albisi, s amit Arthur Bliss alkalmazott Conversations c. művében.

### Kontraaltfuvola
Olykor mondják még G-kontrabasszusfuvolának, vagy G-basszusfuvolának. Csövének kétszeres hajlítása apró háromszöget zár be, s a hangszer a földre egy kiengedhető lábacskával támaszkodik. Játék közben a kontraaltfuvola billentyűkkel ellátott hosszú csőszakasza nem vízszintes (mint az eddig felsorolt fuvolaváltozatok esetében), s nem függőleges (mint az ezután következőknél), hanem ferdén fut lefelé. A kontraaltfuvola hangterjedelme G-g2. Építenek kontraaltfuvolákat f-hangolással is, ezek hangterjedelme egy nagyszekunddal mélyebb. A kontraaltfuvola hangszínére a különös bársonyosság és erő jellemző, fuvolazenekarok gyakran alkalmazzák basszushangszerként. Ritka hangszer, önálló irodalma csekély, általában fuvolaegyüttesekre készített átiratok tenor- ill. basszusszólamait viszi.

### Kontrabasszusfuvola

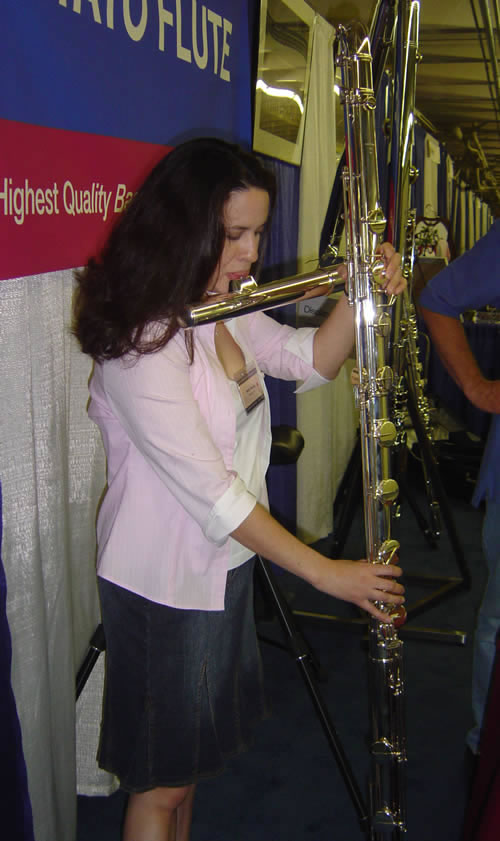
Kontrabasszusfuvola, kétszer hajlított változat

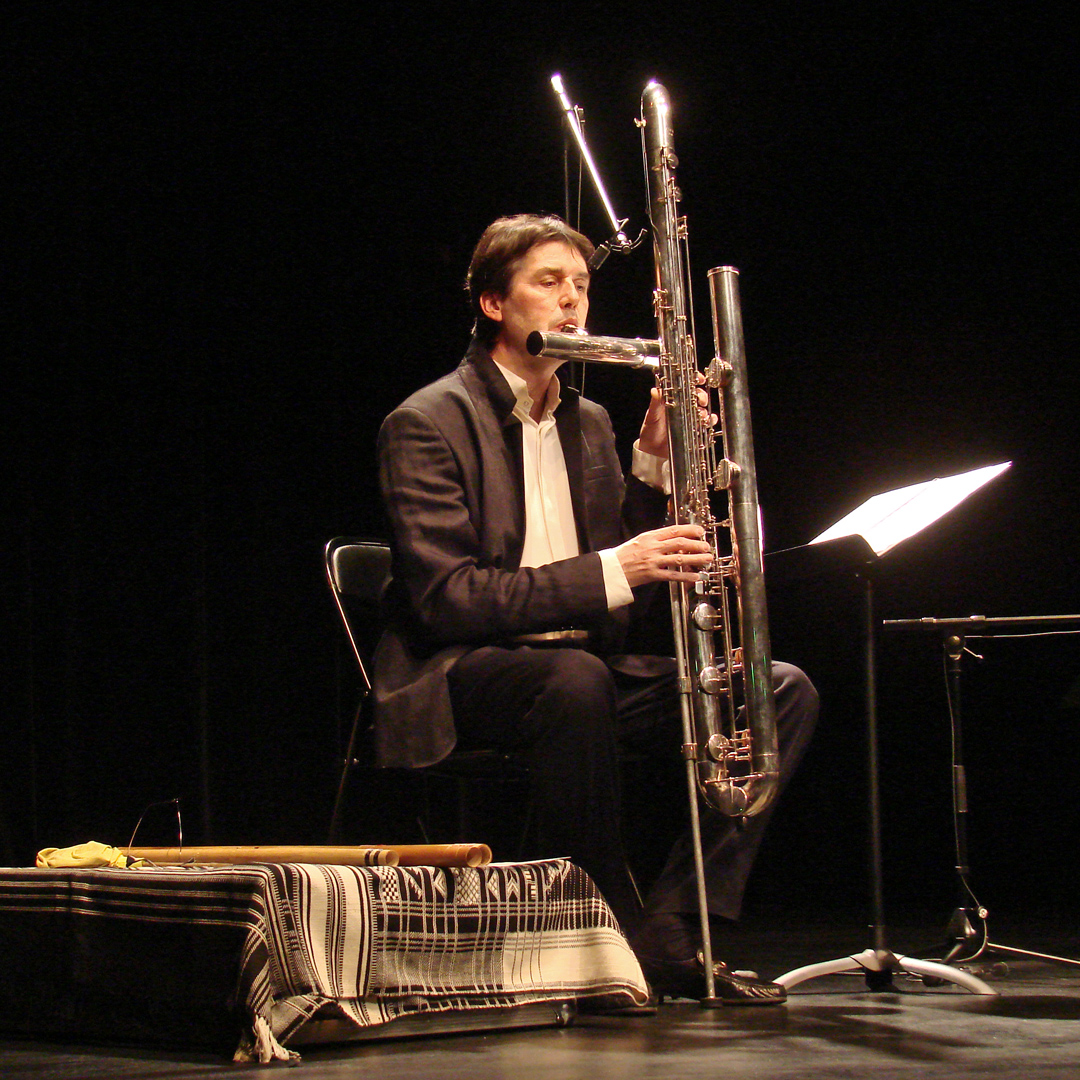
Kontrabasszusfuvola, háromszor hajlított változat

Más néven oktobasszus fuvola. Hangterjedelme C-a1, ez pontosan a cselló hangfekvésének felel meg. A hangszert általában hosszúkás, kétszer hajlított változatban készítik, amit magassága miatt állva, vagy magas széken ülve szólaltat meg a zenész. Ezeknél a modelleknél a cső kétszer hajlított, a hangszer hosszú, billentyűkkel ellátott szakasza használat közben csaknem függőlegesen áll. Létezik egy háromszorosan meghajlított, alacsonyabb formája is, ezen hagyományos széken ülve is lehet játszani. Nagy levegőigényű hangszer, szólamában fontos, hogy a komponista kellő gyakorisággal szünethez juttassa a fuvolistát. A kontrabasszusfuvola hangja erős, különösen a mélyebb régiókban. A felső oktávban veszít átütő erejéből és lírai lesz . A kontrabasszusfuvola napjainkban erősen terjed, s bár még mindig ritka jelenség, ez a leggyakoribb basszusfuvolánál mélyebb fuvola. Számos zeneszerző alkalmazza egyedi, fagotthoz hasonló, de annál zúgóbb, éteri hangja miatt (pl.: Matthias Ziegler, Ned McGovan, Vinny Golia stb.).

### Szubkontrabasszusfuvola
Feltűnhet szubkontraaltfuvola, vagy dupla-kontraaltfuvola, esetleg oktokontraaltfuvola néven is. Magas, nyúlánk hangszer, szemből nézve játék közben teste függőleges. Hangterjedelme G1-e1). Hangszíne sötét és nemes, basszusszólókra, különleges hatások keltésére kiválóan alkalmas. Nagyon ritka hangszer, alkalmazása szinte kivétel nélkül csak fuvolazenekarokban történik.

### Oktokontrabasszusfuvola

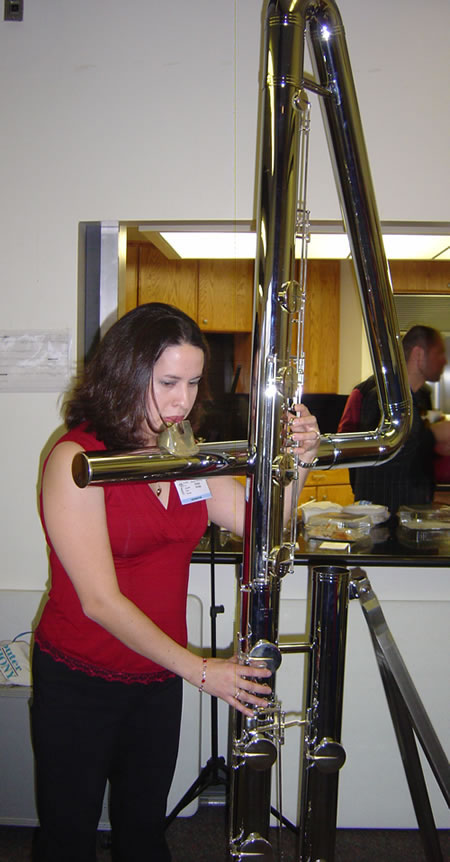
Oktokontrabasszusfuvola

Hívják még szubkontrabasszusfuvolának, illetve dupla-kontrabasszus fuvolának. Hangmagassága a normál fuvoláéhoz képest pontosan három oktávval mélyebb (C1-g). Legalsó hangja 30 Hz-en szólal meg, nagy terccel mélyebben, a nagybőgő legmélyebb húrjánál. A hangszer súlya 15 kg, magassága meghaladja a 230 centimétert, csövének hossza 512 centiméter. A Kotato&Fukushima cég által gyártott példányok eladási ára 38000 dollár volt. A fuvolák közül kizárólag ezen találunk három hajlítást, ezért könnyen felismerhető . Az oktokontrabasszusfuvola igen kis példányszámban létező hangszer, bár olcsóbb, tehát nem fémből, hanem PVC-ből készült példányai terjedőben vannak a fuvolazenekarokban. Megszólaltatása nehéz, sok levegőt igényel. Rendkívüli, sejtelmes, mégis erős, dörmögő hangját  különleges hatások keltésére használják. Irodalma csekély, Adam Gilberti írt rá szólót a 'Teremtés Könyve 1,1' c. zenekari művében.

### Hiperbasszusfuvola

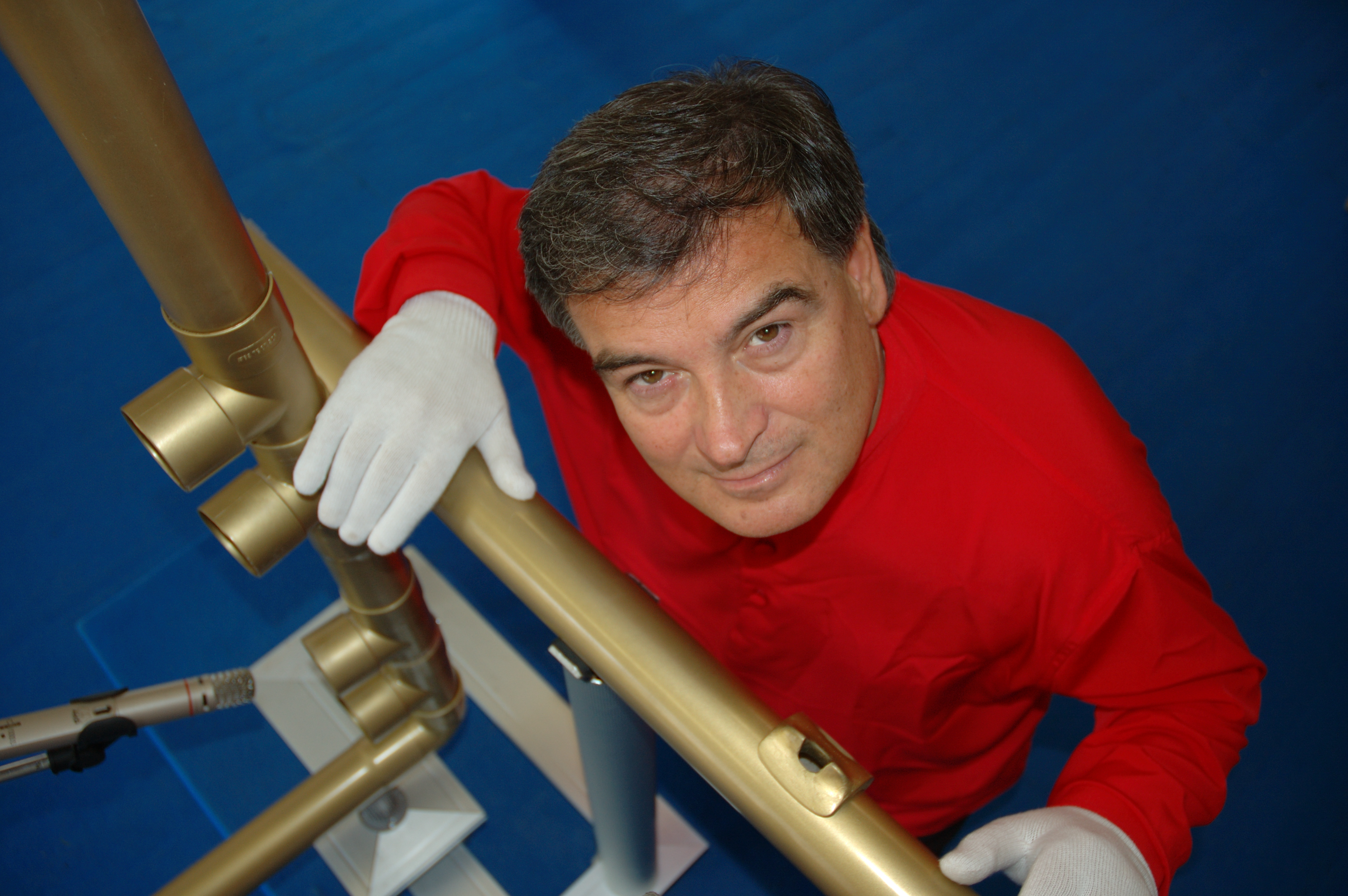
Hiperbasszusfuvola Roberto Fabbriciani társaságában

A hiperbasszusfuvola egyetlen példányban épült hangszer, megalkotója Francesco Romei, tulajdonosa és zenésze Roberto Fabbriciani. A hangszer legmélyebb hangjai már az emberi fül számára érzékelhető tartományon kívül esnek, a legmélyebb hangja a szubkontra C (C2 hang) 16 Hz-en zeng. Hangterjedelme kisebb a többi fuvoláénál. A hiperbasszusfuvola hatalmas szerkezet, csövének hossza 8 méter, anyaga fa és műanyag. Ellentétben a többi fuvolával, nem billentyűzettel, hanem tenyérrel kell lefogni hatalmas lukait. A különleges hangszerre írt művek Alessandro Gregótól: Az emlékezet ellenállása (2001) és Nicola Sani: Tűzzel (2002), s végül Fabricciani: Eltűnő gleccserek c. önálló lemeze (2005).

## Ritka fúvószenekari változatok
A 19. században kialakuló fúvószenekari művek (Harmoniemusik) szinte kivétel nélkül 2- ill. 3 bé előjegyzésben íródtak (B-dúrban, g-mollban, Esz-dúrban, illetve c-mollban). Ezen előjegyzések könnyebb lejátszására a 19. században sok - általában "bés irányban" - transzponáló fuvolát készítettek. Ezeken a katonafuvoláknak is nevezett hangszereken soha nem alkalmaztak Böhm-applikatúrát. Ezek közül a fúvószenekari fuvolák közül a legismertebb a B-pikoló, és az Esz-fuvola, amint fentebb láttuk. Ritkább változatok az:
- F-pikoló (tiszta kvarttal a normál pikoló hangterjedelme fölött van hangterjedelme, 1b-be transzponál. Ez a legkisebb méretű fuvolaféle.)
- Esz-pikoló (kis terccel a pikoló felett szól, 3b-be transzponál.)
- Desz-pikoló (kisszekunddal a pikoló felett húzódik hangterjedelme, 5b-be transzponál)
- Asz-fuvola (kisszekunddal a szopránfuvola fölött helyezkedik el a hangfekvése, 4b-be transzponál)
- F-fuvola (nagyszekunddal a szopránfuvola alatt szól, 1b-be transzponál)
- Desz-fuvola (kisszekunddal a normál fuvola felett szól, 5b-be transzponál)
- B-fuvola (a fuvola d'amore felett egy szekunddal szól, 2b-be transzponálő hangszer)
- F-altfuvola (az altfuvolánál nagyszekunddal mélyebb hangszer, 1b-be transzponál)
- Esz-basszusfuvola (a basszusfuvola fölött kisterccel szólal meg, 3b-be transzponál)

## Zavar az elnevezések körül
Amint látható, a fuvola hangszercsalád tagjainak elnevezései még nem teljesen tisztultak le. A basszusfuvolától mélyebb változatok csupán néhány éve léteznek, kevés cég gyártja őket, s ezek saját belátásuk szerint írják le hangszereiket. Az elkövetkező évtizedekben várható a nagy méretű fuvolák elnevezésének véglegesedése.
A fuvola hangszercsaládban nincs tenor- elnevezésű hangszer, ez a klarinét hangszercsaládból átvett analógia.